# BMW B58
La sigla BMW B58 (per esteso B58B30) identifica un motore a scoppio sovralimentato a benzina prodotto a partire dal 2015 dalla casa automobilistica tedesca BMW.

## Caratteristiche

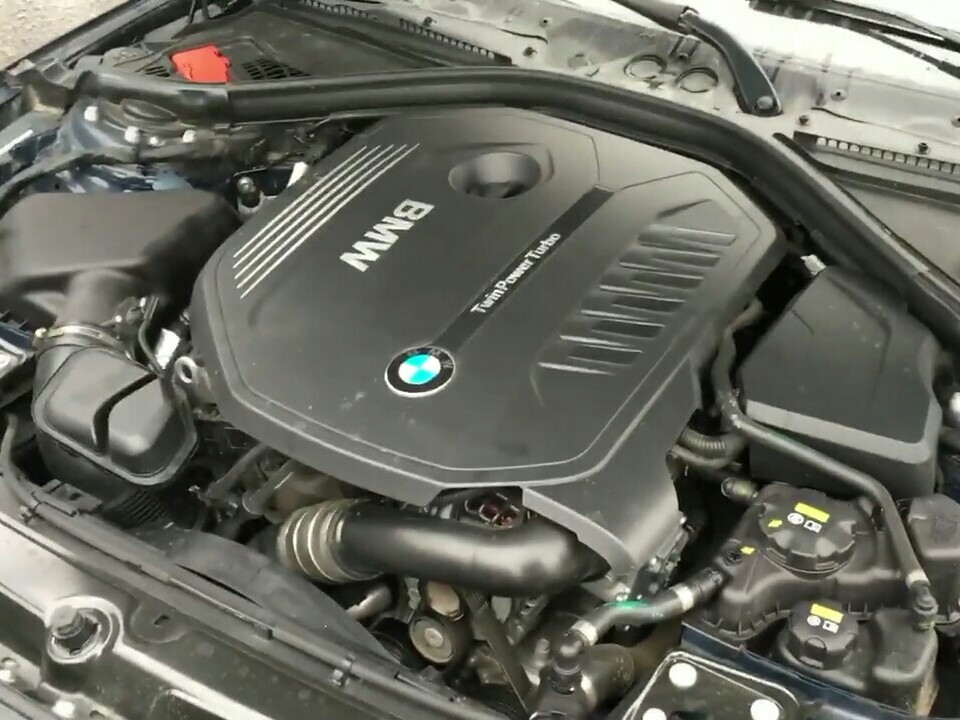
Un motore BMW B58 montato su una Bmw 340i

Si tratta di un motore a 6 cilindri da 3 litri destinato ad affiancare e in seguito a sostituire il motore N55. Il motore B58 va a far parte di una più ampia famiglia di nuovi motori modulari, che comprende anche unità a 3 e a 4 cilindri, sia benzina che a gasolio, tutte accomunate dal fatto di possedere un gran numero di componenti in comune, in modo da abbattere i costi di produzione. 

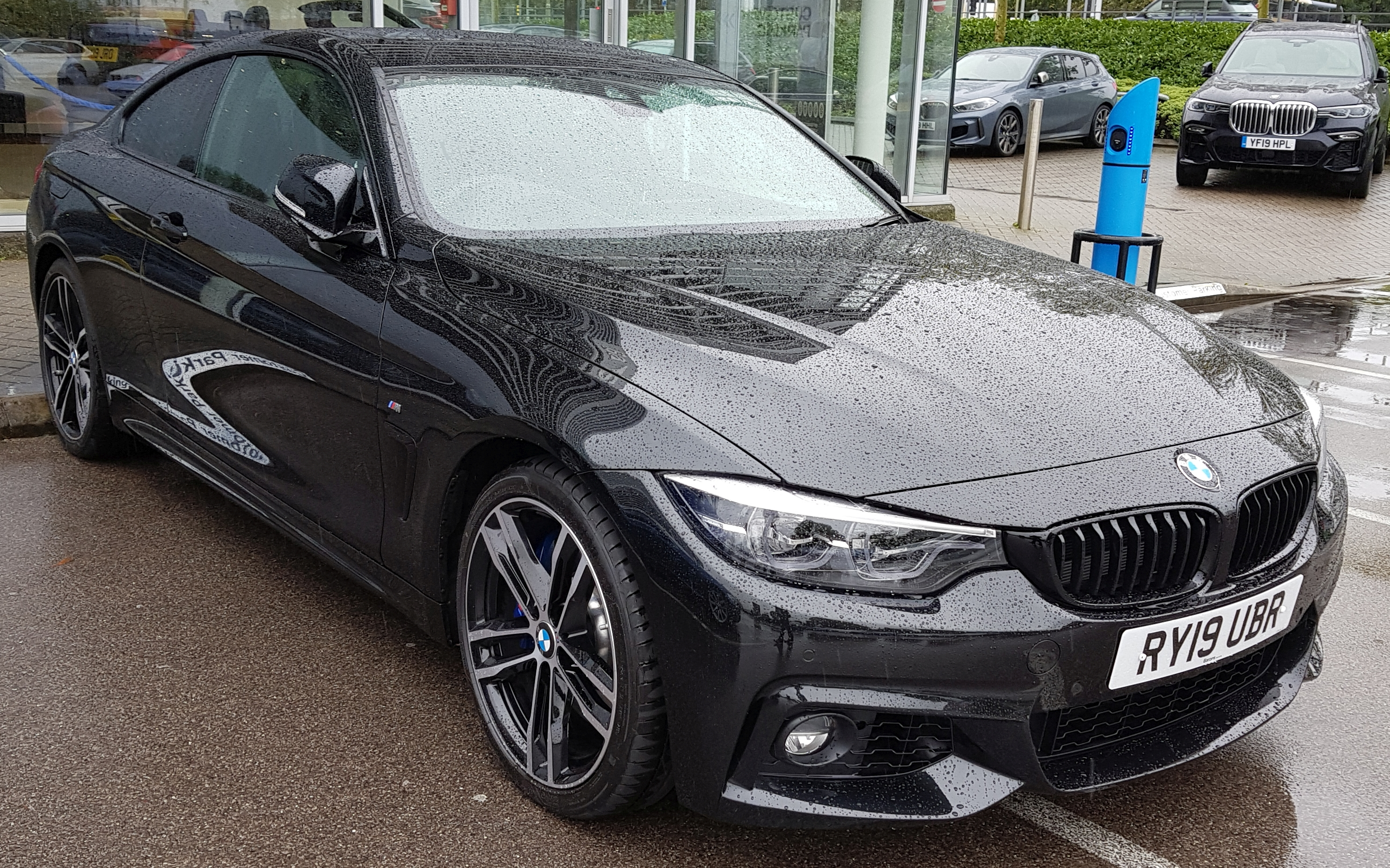
La 440i F32 è stata tra le prime ad adottare tale motore

Ad esempio, sia il motore B58 che gli altri motori possiedono la stessa cilindrata unitaria, pari a 499 cm³. Fa eccezione solo la variante più economica del tre cilindri a benzina, da 1,2 litri di cilindrata. È anche interessante il fatto che il motore B58 sia adattabile a qualsiasi schema di sovralimentazione mediante turbocompressore. Su tale motore può essere montato senza grossi adattamenti un turbocompressore di tipo normale, twin-scroll, un sistema biturbo o tri-turbo. Il turbocompressore può inoltre essere del tipo a geometria fissa o variabile.
Queste sono le caratteristiche del motore B58:
- architettura a 6 cilindri in linea;
- basamento in lega di alluminio;
- alesaggio e corsa: 82x94,6 mm;
- cilindrata: 2998 cm³;
- distribuzione a doppio asse a camme in testa;
- testata a 4 valvole per cilindro;
- variazione di fase mediante sistemi bi-VANOS e Valvetronic;
- alimentazione a iniezione diretta;
- sovralimentazione mediante turbocompressore;
- rapporto di compressione: 11:1;
- albero a gomiti su 7 supporti di banco.

Va tenuto presente che a partire dal luglio del 2020, questi motori hanno cominciato gradualmente a essere dotati di tecnologia ibrida leggera. La prima vettura a esserne dotata è stata la Serie 5 G30 in occasione del suo restyling di mezza età. Il secondo modello a beneficiare di tale aggiornamento è stata la BMW M440i xDrive lanciata nell'autunno 2020.

## Variante ibrida
Un'ulteriore variante, depotenziata a 286 CV disponibili fra 5000 e 6000 giri/min, viene accoppiata a un motore elettrico da 111 CV alimentato da una batteria da 21,58 kWh. Normalmente il solo motore a combustione interna riesce a erogare una coppia massima di 450 Nm fra i 1500 e i 3500 giri/min, ma in abbinamento al motore elettrico si raggiungono ben 600 Nm di coppia massima, oltre che 394 CV come picco di potenza. Introdotto nell'agosto del 2019, questo motore viene montato sotto il cofano della BMW X5 xDrive45e G05. Successivamente questo motore è stato montato anche nella BMW 545e xDrive, introdotta nel corso del 2020.
Dal 2022 equipaggia anche il fuoristrada Ineos Grenadier in versione di potenza 210 kW a 4750 rpm.

## Riepilogo caratteristiche
Il motore B58 è stato proposto finora in sei varianti di potenza massima, le cui applicazioni sono riassumibili come segue:
| Variante | Potenza CV/rpm | Coppia Nm/rpm | Applicazioni                       | Anni di produzione |
| -------- | -------------- | ------------- | ---------------------------------- | ------------------ |
| 1.       | 326/5500-6500  | 450/1380-5000 | BMW 340i F30/F31                   | 06/2015-05/2019    |
| 1.       | 326/5500-6500  | 450/1380-5000 | BMW 340i GT / 340i GT xDrive F34   | 06/2016-09/2020    |
| 1.       | 326/5500-6500  | 450/1380-5000 | BMW 440i F32                       | 04/2016-09/2020    |
| 1.       | 326/5500-6500  | 450/1380-5000 | BMW 740i G11                       | 06/2015-05/2018    |
| 2.       | 333/5500-6250  | 450/1600-4800 | BMW 540i / 540i xDrive G30/G31     | dal 07/2020        |
| 2.       | 333/5500-6250  | 450/1600-4800 | BMW 640i GT G32                    | dal 07/2020        |
| 2.       | 333/5500-6250  | 450/1600-4800 | BMW X5 xDrive40i G05               | dal 12/2020        |
| 2.       | 333/5500-6250  | 450/1600-4800 | BMW X6 xDrive40i G06               | dal 12/2020        |
| 2.       | 333/5500-6250  | 450/1600-4800 | BMW X7 xDrive40i G07               | dal 12/2020        |
| 3.       | 340/5500-6000  | 450/1380-5200 | BMW 540i / 540i xDrive G30/G31     | 01/2017-06/2020    |
| 3.       | 340/5500-6000  | 450/1380-5200 | BMW 640i GT / 640i GT xDrive G32   | 06/2017-06/2020    |
| 3.       | 340/5500-6000  | 450/1500-5200 | BMW X5 xDrive40i G05               | 07/2018-12/2020    |
| 3.       | 340/5500-6000  | 450/1500-5200 | BMW X6 xDrive40i G06               | 09/2019-12/2020    |
| 3.       | 340/5500-6000  | 450/1500-5200 | BMW X7 xDrive40i G07               | 11/2018-12/2020    |
| 3.       | 340/5500-6000  | 500/1500-4500 | BMW M140i F20                      | 08/2016-07/2019    |
| 3.       | 340/5500-6000  | 500/1500-4500 | BMW 240i F22/F23                   | 07/2016-07/2021    |
| 3.       | 340/5000-6500  | 340/5000-6500 | BMW Z4 M40i G29                    | dal 12/2018        |
| 3.       | 340/5000-6500  | 340/5000-6500 | Toyota GR Supra 3.0                | dal 01/2019        |
| 3.       | 340/5500-6500  | 500/1600-4500 | BMW 840i / 840i xDrive G14/G15/G16 | dal 07/2019        |
| 4.       | 354/5500-6500  | 500/1520-4800 | BMW X3 xDriveM40i G01              | 06/2018-09/2019    |
| 4.       | 354/5500-6500  | 500/1520-4800 | BMW X4 xDriveM40i G02              | 08/2018-09/2019    |
| 5.       | 360/5500-6500  | 500/1520-4800 | BMW X3 xDriveM40i G01              | 08/2017-06/2018    |
| 5.       | 360/5500-6500  | 500/1520-4800 | BMW X4 xDriveM40i G02              | 08/2017-06/2018    |
| 5.       | 360/5200-6500  | 500/1850-5000 | BMW X3 xDriveM40i G01              | 10/2019-08/2021    |
| 5.       | 360/5200-6500  | 500/1850-5000 | BMW X4 xDriveM40i G02              | 10/2019-08/2021    |
| 5.       | 360/5200-6500  | 500/1900-5000 | BMW X3 xDriveM40i G01              | dal 08/2021        |
| 5.       | 360/5200-6500  | 500/1900-5000 | BMW X4 xDriveM40i G02              | dal 08/2021        |
| 6.       | 374/5500-6500  | 500/1850-5000 | BMW M340i xDrive G20               | dal 07/2019        |
| 6.       | 374/5500-6500  | 500/1850-5000 | BMW M440i xDrive G22               | dal 10/2020        |
| 6.       | 374/5500-6500  | 500/1850-5000 | BMW M240i xDrive G42               | dal 07/2021        |